# Eduardo Paredes
Pour les articles homonymes, voir Paredes.
Eduardo José Paredes Durán, né le 6 mars 1995 à Valera, Trujillo, Venezuela, est un lanceur de relève droitier de la Ligue majeure de baseball.

## Carrière
Eduardo Paredes signe son premier contrat professionnel en mars 2012 avec les Angels de Los Angeles.
Il fait ses débuts dans le baseball majeur avec les Angels le 23 juin 2017 face aux Red Sox de Boston.